# 兵庫県道248号香住大谷線
兵庫県道248号香住大谷線（ひょうごけんどう248ごう かすみおおたにせん）は、兵庫県豊岡市を通る一般県道である。

## 概要
豊岡市香住から豊岡市出石町大谷に至る。

### 路線データ
- 起点：豊岡市香住（兵庫県道536号口小野庄境線交点）
- 終点：豊岡市出石町大谷（国道482号交点）
- 総延長：4.781 km

## 路線状況

### 重複区間
- 兵庫県道536号口小野庄境線（豊岡市出石町安良）

### 道路施設

#### 橋梁
- 安良橋（嶋川、豊岡市）
- 伊豆橋（出石川、豊岡市）

## 地理

### 通過する自治体
- 豊岡市

### 交差する道路
| 交差する道路                           | 交差する場所 | 交差する場所     |
| -------------------------------------- | ------------ | ---------------- |
| 兵庫県道536号口小野庄境線              | 香住         | 起点             |
| 兵庫県道536号口小野庄境線 重複区間起点 | 出石町安良   |                  |
| 兵庫県道536号口小野庄境線 重複区間終点 | 出石町安良   |                  |
| 国道426号                              | 出石町伊豆   | 伊豆橋北詰交差点 |
| 国道482号                              | 出石町大谷   | 終点             |

### 沿線
- 豊岡市立神美小学校（起点付近）